# Moczerady
Moczerady (ukr. Мочеради) – wieś w rejonie jaworowskim (do 2020 roku w rejonie mościskim) obwodu lwowskiego Ukrainy, należąca do złotkowickiej silskiej rady.
W II Rzeczypospolitej do 1934 wieś stanowiła samodzielna gminę wiejską, od 1 sierpnia 1934 roku wchodziła w skład gminy Hussaków, w powiecie mościskim, województwie lwowskim.
W 1902 w okolicy obecnej wsi Moczerady odkryto kurhany należące do kultury ceramiki sznurowej. We wsi znajduje się drewniana cerkiew.